# روبين فرنانديز
روبين فرنانديز (بالإسبانية: Rubén Fernández)‏ (2 مايو 1931 بفيلاريشا في باراغواي - ) هو مدرب كرة قدم ولاعب كرة قدم باراغواياني في مركز الهجوم، شارك في كأس أمريكا الجنوبية 1953. ولعب مع بوكا جونيورز.

## وصلات خارجية
- روبين فرنانديز على موقع قاعدة بيانات كرة القدم.إي يو (الإنجليزية)